# Munzee
Munzee – rodzaj gry terenowej typu podchody rozgrywającej się w prawdziwym świecie. Jest to gra podobna do gry Geocaching, lecz zamiast dziennika odwiedzin zastosowano w niej technologię QR Code na potwierdzenie znalezienia obiektu poszukiwań. Gra wystartowała w Teksasie w roku 2011. Bardzo szybko stała się popularna w Niemczech, Kalifornii oraz w Michigan. Obecnie grają w nią gracze z ponad 50 krajów na całym świecie. Na każdym kontynencie jest obecnie umieszczony przynajmniej jeden kod munzee, także na Antarktyce.
Gra polega na umieszczeniu w różnych miejscach kodów QR, które często są drukowane na wodoodpornych etykietach. Od niedawna możliwe jest także umieszczanie etykietek NFC. Tak umieszczone plakietki określane są przez graczy mianem Munzee. Każdy z graczy otrzymuje punkty za umieszczenie lub znalezienie kodu, który odczytywany jest za pomocą aplikacji na smartfon, występującej w wersjach dla systemów iOS, Android oraz Windows. Współrzędne położenia danego kodu oraz informacje o graczu obsługiwane są przez platformę Munzee.

## Historia
Błędnie przyjętym założeniem jest jakoby pomysł stworzenia Munzee oparty został na grze Geocaching. Współtwórca Munzee, Aaron Benzick, który nigdy nie grał w Geocaching, na pomysł stworzenia Munzee wpadł jeszcze w roku 2008; niestety wtedy technologia smartfonów była mało popularna, więc z realizacją pomysłu musiał poczekać. Benzick oraz współtwórcy Scott Foster, Chris Pick i Josh Terkelsen uruchomili grę 1 lipca 2011. Nazwa Munzee wywodzi się od niemieckiego słowa Münze oznaczającego monetę. Drugą literę „e” dodano w celu uatrakcyjnienia nazwy gry. Pierwotnie zakładano użycie żetonów, podobnych do tych używanych w kasynie, wraz z umieszczonymi na nich kodami QR. W 2017 roku Munzee połączyło się z Freeze Tag Games.

## Pozycjonowanie GPS
Współrzędne wszystkich Munzee przechowywane są na platformie gry munzee.com. Na stronie można otworzyć mapę świata, na której widoczne są wszystkie miejsca, w których umieszczono kody. Mapę tę można także wyświetlać bezpośrednio na smartfonie, w aplikacji Munzee, gdzie pokazane są wszystkie Munzee znajdujące się w pobliżu miejsca pobytu gracza. Wynik oparty jest na współrzędnych z wbudowanego nadajnika GPS.

## Tworzenie Munzee
Munzee mogą być tworzone na dowolnym materiale. Absolutnym minimum jest to, by kod QR był widoczny oraz odporny na warunki pogodowe. Kody Munzee można tworzyć samemu poprzez platformę lub nabyć w sklepie internetowym munzee.com. Etykiety NFC można wyłącznie kupić w sklepie munzee.com.
By móc wygenerować Munzee, trzeba być zalogowanym na stronie gry. Program tworzy link do strony internetowej, który obsługuje dany kod QR. Każdemu Munzee można nadać nazwę oraz długi komentarz, np. z opisem miejsca, w którym został umieszczony, opisem zabytku lub innego obiektu, w pobliżu którego znajduje się, lub z podpowiedzią, gdzie można go odnaleźć. Wszystkie te informacje są zapisywane na centralnej plaftormie gry (nie w kodzie QR) oraz mogą być później edytowane. Kod QR zawiera wyłącznie hiperłącze.

## Umieszczanie Munzee
Munzee można ukryć wszędzie na zewnątrz (w większości przypadków w pomieszczeniach zamkniętych i budynkach trudno o odbiór dobrego sygnału GPS potrzebnego do zweryfikowania współrzędnych Munzee) oraz umieścić w danym miejscu przy użyciu aplikacji na smartfon. Program sprawdza aktualne współrzędne GPS oraz zapisuje je w platformie gry.

## Skanowanie Munzee
Po odnalezieniu kodu Munzee, można go zeskanować przy użyciu wbudowanego w smartfon aparatu oraz aplikacji Munzee. Program sprawdza współrzędne geograficzne, w których znajduje się gracz oraz wysyła zapytanie do platformy Munzee.

## Typy Munzee
- Normal Munzee – Pierwotny rodzaj Munzee, za zeskanowanie kodu QR gracz otrzymuje 5 punktów.
- Mystery Munzee – Jest to jeden ze specjalnych typów Munzee, które można zakupić w sklepie Munzee; za ich zeskanowanie gracz otrzymuje losową liczbę punktów w zakresie od 5 do 50 (krok co 5).
- Virtual Munzee – Wirtualny Munzee, który nie występuje fizycznie w postaci kodu QR, jest jedynie widoczny na mapie. Gracz nie poszukuje zatem etykiety z kodem QR, lecz musi znajdować się w pobliżu danego Munzee (max. 91 metrów od niego), następnie przy użyciu opcji w aplikacji, gracz „skanuje” wybrany wirtualny Munzee.
- Business Munzee – Specjalny typ Munzee przeznaczony do promowania wszelkiego rodzaju działalności gospodarczej, np. danego przedsiębiorstwa, sklepu, punktu obsługi klienta. W przeciwieństwie do innych, może być skanowany przez tego samego gracza nieskończoną liczbę razy, ale tylko z częstotliwością jeden raz na 22 godziny. Za każde zeskanowanie gracz otrzymuje 1 punkt. Business Munzee można zarejestrować poprzez stronę internetową gry, podając pełne dane kontaktowe przedsiębiorstwa.
- Munzee NFC – W przypadku tego typu Munzee wykorzystywany jest chip technologii NFC zamiast kodu QR. Gracz musi posiadać smartfona wyposażonego w czytnik NFC, by móc odczytać Munzee NFC. Munzee NFC dostępne są w sklepie Munzee.
- Maintenance Munzee – Są to Munzee fizycznie uszkodzone (np. zdrapane, częściowo zamalowane) lub nieobecne całkowicie. W tryb „maintenance” przechodzą Munzee, które dostały od dwóch różnych graczy raport „not found” (nie odnaleziono) lub „damaged” (uszkodzony). W takim przypadku zmienia się na mapie ikona Munzee. Jest to sygnał dla innych graczy i dla właściciela Munzee, że wymaga on wymiany bądź zarchiwizowania go. W przypadku braku podjęcia jakiegoś działania, Munzee zostaje automatycznie usunięty z mapy po upływie 30 dni od wystąpienia trybu „maintenance”.
- Special Munzee – Różnego rodzaju Munzee okolicznościowe, których ikony różnią się w zależności od okazji, np. rocznica powstania gry Munzee, różnego rodzaju święta czy wydarzenia. Munzee te zwykle losowo zastępują tymczasowo inne Munzee zwykłego typu rozmieszczone na mapie przez graczy. Gracz może wtedy zeskanować jeszcze raz Munzee, który wcześniej zeskanował jako zwykły Munzee. Najczęściej po uczynieniu tego, Munzee powraca do swojego stanu pierwotnego. Przeważnie gracz otrzymuje dużą liczbę punktów za zeskanowanie Special Munzee.
- Locationless Munzee – Ten rodzaj Munzee nie jest zależny od lokalizacji, w jakiej powinien się znajdować; może on być zeskanowany w dowolnym miejscu. Są to Munzee, które np. odnaleźć można na stronie internetowej czy produkcie spożywczym. Munzee te tworzone są wyłącznie przez operatorów gry. Obecnie (stan na styczeń 2013) istnieje ok. 10 takich Munzee.
- Social Munzee – Munzee tzw. społeczne również nie są zależne od lokalizacji. Można je kupić w sklepie Munzee. Za umieszczenie lub zeskanowanie takiego Munzee nie są przyznawane żadne punkty. Najczęściej takie Munzee umieszczane są przez użytkowników jako dodatek do zdjęcia czy obrazka na Facebooku, Twitterze lub forach internetowych.

## Rozpowszechnienie kodów Munzee
Stan na 1 stycznia 2013 wskazuje na istnienie ponad 285 000 kodów Munzee. Liczba skanowań tych kodów łącznie przekracza liczbę 1,75 miliona. Mapa świata pokazuje, że Munzee umieszczone są wszędzie na świecie, głównie w USA (ok. 35%), Niemczech (ok. 30%), Anglii (ok. 7%), Kanadzie (ok. 7%) i Australii (ok. 4%).

## Munzee w Polsce
W Polsce Munzee jest mało popularną grą. Obecnie (stan na 3.01.2013) najwięcej Munzee można spotkać w Nałęczowie (65), Wrocławiu (ok.1000), Krakowie (30) oraz Puławach (13) i Kłodzku (80). Pojedyncze Munzee obecne są także m.in. w Warszawie, Toruniu, Bydgoszczy, Lublinie czy Gdańsku.